# Miron Cristea
Miron Cristea, pe numele de mirean Ilie Cristea (n. 20 iulie 1868, Toplița, Comitatul Mureș-Turda, Austro-Ungaria – d. 6 martie 1939, Cannes, Alpes-Maritimes, Franța) a fost un teolog, publicist, filolog, politician român cu vederi antisemite, senator, regent (20 iulie 1927 - 8 iunie 1930) și, primul patriarh al Bisericii Ortodoxe Române (1925 - 1939). În perioada 1 februarie 1938 – 6 martie 1939, a fost cel de-al 38-lea  prim-ministru al României. La 7 iunie 1919 a fost ales membru de onoare al Academiei Române.

## Biografie
Ilie (Elie) Gheorghe Cristea s-a născut la 18 iulie 1868, în orașul Toplița (astăzi în județul Harghita), într-o familie de țărani români. Tatăl său era ortodox, mama greco-catolică.
A studiat la Gimnaziul Evanghelic din Bistrița (1879-1883), la Gimnaziul Grăniceresc din Năsăud (1883-1887) și apoi la Institutul Teologic din Sibiu (1887-1890). Ca elev la liceul din Năsăud, în anul școlar 1886-1887, Ilie Cristea a fost ales președinte al societății culturale „Virtus Romana Rediviva”, pe care o prezidase cu trei ani înainte George Coșbuc.
După finalizarea examenului de bacalaureat și absolvirea Academiei Teologice din Sibiu în anul 1890, Ilie Cristea a fost numit învățător-director la Școala confesională românească din Orăștie și a început să colaboreze la Telegraful Român. După un an Mitropolia din Sibiu l-a trimis cu o bursă să studieze la Facultatea de Litere și Filosofie a Universității din Budapesta (1891-1895), unde a obținut la 15 mai 1895 titlul de doctor în filologie. Teza de doctorat este întitulată Viața și opera lui Eminescu.
În timpul studenției, a colaborat ca jurnalist la ziarele Tribuna, Dreptatea și Gazeta Transilvaniei și a fost ales secretar al Societății studențești Petru Maior. În 1894, pe parcursul desfășurării "procesului memorandiștilor", împreună cu alți 12 colegi, a redactat un manifest prin care țăranii din Ardeal erau chemați să participe în număr cât mai mare la proces. În luna septembrie a aceluiași an, a luat parte în cadrul unei delegații numeroase de studenți ardeleni la Congresul studențesc de la Constanța. În anii 1898-1900 a fost redactor la revista Telegraful Român.

## Activitatea clericală
Reîntors la Sibiu, Ilie Cristea a devenit funcționar la Centrul mitropolitan din oraș, întâi ca secretar eparhial al Arhiepiscopiei Sibiului (1895 - 1902), unde a avut o activitate publicistică asiduă și meritorie, și în continuare în funcția de consilier mitropolitan la Arhiepiscopia Sibiului (1902 - 1909). În această calitate, Cristea s-a distins și ca bun administrator și organizator. Între altele, s-a îngrijit de proiectul edificării frumoasei catedrale ortodoxe din Sibiu.
În acest răstimp, Cristea a devenit și membru al clerului, fiind hirotonit la 30 ianuarie 1900 ca diacon necăsătorit și apoi ridicat la rangul de arhidiacon la 8 septembrie 1901. Este tuns în monahism la 23 iunie 1902 la Mănăstirea Hodoș-Bodrog, de lângă Arad, când a primit numele de monah Miron, iar la 13 aprilie 1903 a fost hirotonit ieromonah. La 1 iunie 1908 a fost ridicat la rangul de protosinghel.
Ieromonahul Miron Cristea a militat asiduu pentru emanciparea culturală a românilor din Transilvania. A promovat în acest sens:
- înființarea Băncii Culturale Lumina, care își propunea să acorde din dobânzi burse elevilor și studenților români și să ajute financiar familiile doritoare să învețe meserii;
- participarea la reuniunile "Asociației pentru cultura și literatura poporului român din Transilvania" (ASTRA), fiind, din 1905, președintele Despărțământului Sibiu;
- susținerea înființării Muzeului etnografic și de artă din Sibiu, căruia i-a scris statutul asociației;
- înființarea Societății pentru crearea unui fond de teatru român;
- înființarea, tot la Sibiu, a Reuniunii române de muzică, căruia i-a fost președinte;
- publicarea unei colecții de proverbe, strigături și zicale românești;
- sprijinirea intensă a școlilor confesionale aflate sub îndrumarea Bisericii. Cristea a inițiat și prezidat conferințe învățătorești;
- întreținerea unei corespondențe ample cu oameni de cultură contemporani, din toate ținuturile locuite de români. Împreună, între alții, cu marele filantrop basarabean, totodată prieten apropiat, Vasile Stroescu, Cristea a ctitorit și salvat numeroase biserici și școli românești din Transilvania.

## Episcop al Caransebeșului

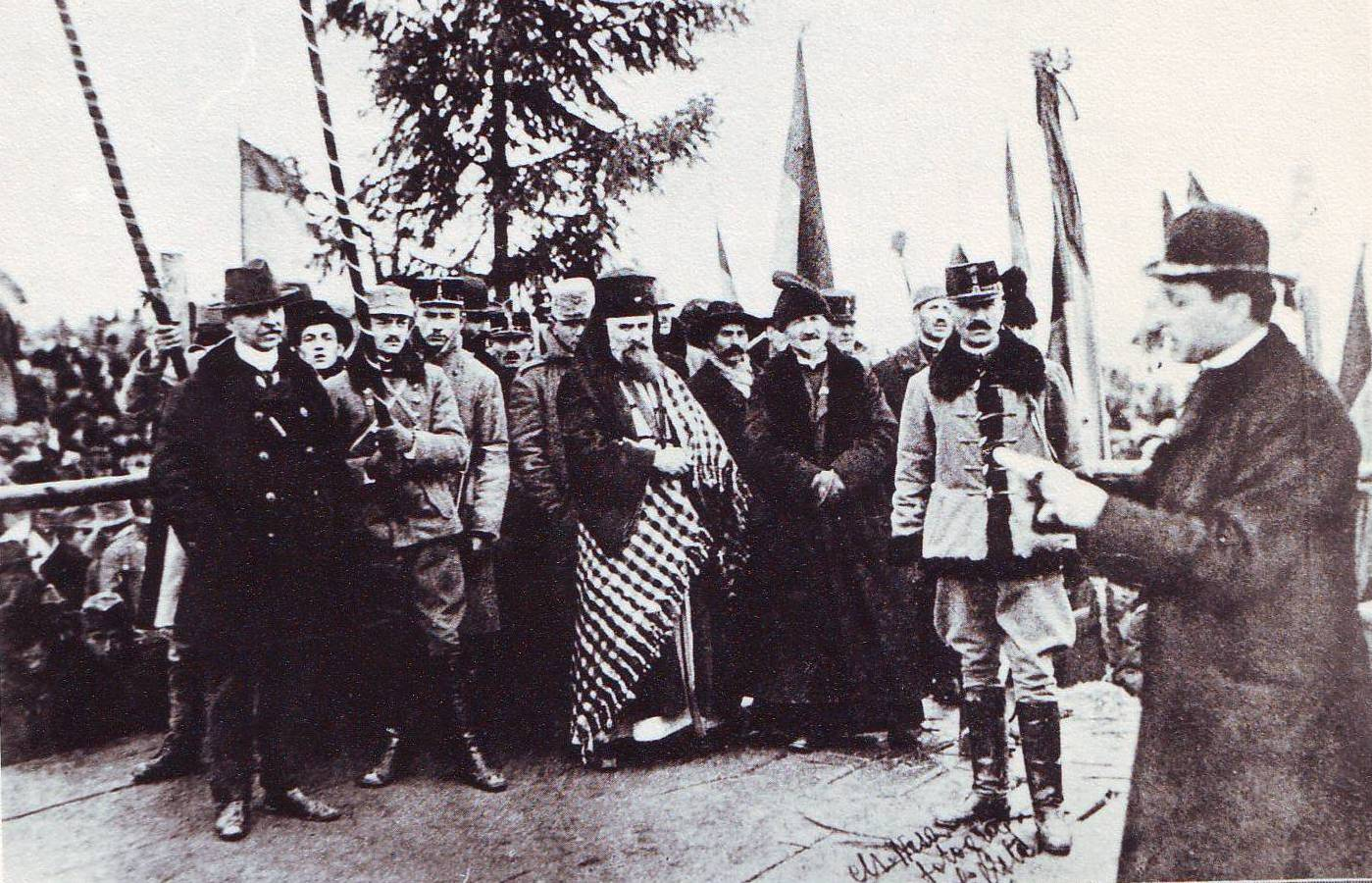
Episcopul Miron Cristea (în centrul imaginii) ascultând, împreună cu ceilalți participanți la Marea Adunare Națională de la Alba Iulia, Declarația de Unire citită de episcopul Iuliu Hossu

Prin activitatea sa de sprijinire a emancipării românilor din Austro-Ungaria, Cristea s-a impus încă din tinerețe atenției generale și astfel a fost ales, la 21 noiembrie/3 decembrie 1909, episcop al Caransebeșului. A fost hirotonit arhiereu la 3 mai 1910, fiind instalat în scaun la 25 aprilie/8 mai 1910. În această calitate, a apărat școlile confesionale românești din Banat de încercările guvernului ungar din Budapesta de a le desființa. Însă, a semnat alături de ceilalți episcopi români ortodocși transilvăneni, conduși de mitropolitul Vasile Mangra de la Sibiu, în 8 septembrie 1916 (la intrarea României în război, împotriva Puterilor Centrale), scrisoarea circulară nr. 2602 prin care au calificat trupele Vechiului Regat care au intrat în Transilvania drept „lupi îmbrăcați în piei de oi și amețiți de făgăduielile lui Iuda”, respectiv „români ucigători de frați”.
Conform unor istorici, în timpul ocupației sârbești a Banatului de Lugoj-Caransebeș din anul 1918, episcopul Cristea l-a pomenit la slujbe pe regele Petar Karagheorghevici al Serbiei și nu pe regele Ferdinand I al României.

La sfârșitul primului război mondial, Cristea a participat, ca episcop al Caransebeșului, alături de episcopul unit Iuliu Hossu, la Marea Adunare Națională de la Alba Iulia din 1 decembrie 1918. În fața Marii Adunări de la Alba Iulia, episcopul Iuliu Hossu s-a îmbrățișat cu episcopul Miron Cristea, spunând următoarea frază memorabilă: 
„Pe cum ne vedeți azi îmbrățișați frățește, așa să rămână îmbrățișați pe veci toți frații români!”

## Mitropolit-primat
Odată înfăptuită Marea Unire din 1918, episcopul Miron Cristea a făcut parte din delegația românilor transilvăneni care a prezentat actul unirii la București. Ca recunoaștere a meritelor sale în procesul unificării, Cristea a fost ales de Marele Colegiu Electoral, la 18/31 decembrie 1919, să ocupe scaunul (rămas vacant) de mitropolit primat al Bisericii din România întregită. Învestitura și înscăunarea au avut loc a doua zi.
La 7 iunie 1919 a fost ales membru de onoare al Academiei Române, recunoscându-i-se prin aceasta și activitatea publicistică desfășurată până atunci. Cristea publicase o serie de lucrări, între care o monografie despre Alexandru Roman (1897) și o alta dedicată mitropolitului Miron Romanul (1898), apoi mai multe broșuri care conțineau cuvântări pe teme morale și patriotice, lucrarea „Proverbe, maxime, asemănări și idiotisme colectate din graiul românilor din Transilvania și Ungaria" (1901), iar în anul 1905 tipărise „Iconografia și întocmirile din internul bisericei răsăritene”, un valoros tratat de artă creștină, republicat ulterior, pe capitole, în periodicul „Telegraful Român”.
În calitate de mitropolit primat al Bisericii Ortodoxe Române din România Mare, Miron Cristea a definitivat unificarea eclezială prin întocmirea rânduielilor și așezămintelor fundamentale ale Bisericii românești unificate. Dintre inițiativele în acest sens: 
- unificarea bisericească a tuturor românilor ortodocși în baza principiilor Statutului șagunian, care a dat laicilor un rol sporit în administrarea chestiunilor bisericești;
- înființarea „Institutului Biblic”, care continuă să ființeze și astăzi, cu editură și tipografie.

Cristea a sprijinit de asemenea înființarea unor eparhii noi, între care Episcopia Armatei (cu sediul la Alba Iulia), precum și în Basarabia (la Bălți și Ismail), și a reînființat vechile centre episcopale de la Tomis (Constanța), Oradea Mare și Cluj, alegând pentru ele episcopi.

## Patriarh al Bisericii Ortodoxe Române

Bustul lui Miron Cristea, ridicat în Alba Iulia

La 4 februarie 1925, mitropolitul primat Miron Cristea a fost ales patriarh al Bisericii Ortodoxe Române, fiind învestit și înscăunat la 1 noiembrie 1925, devenit astfel primul patriarh al creștinismului ortodox românesc. În calitate de întâistătător al Bisericii Ortodoxe Române, el a desfășurat o intensă activitate cultural-misionară:
- revigorarea revistei Biserica Ortodoxă Română;
- înființarea la București a publicației eparhiale Apostolul, acest exemplu generalizându-se și la alte eparhii și chiar în unele parohii, care au scos foi parohiale;
- a stăruit asupra importanței predicii și a determinat publicarea unor părți din Sfânta Scriptură cu explicații pentru credincioși, precum și tipărirea și răspândirea unor broșuri cu cuprins religios și moral;
- a susținut intensificarea învățământului religios în școlile secundare, iar în privința pregătirii clerului, încă puțin numeros în raport cu cerințele timpului, a reînființat seminarii și a pus bazele altora noi.
- a sprijinit activitatea filantropică prin crearea Fondului Milelor, ajutorarea tinerilor teologi la studii în străinătate etc.

Prea Fericitul Miron a contribuit la strângerea legăturilor Bisericii Ortodoxe Române cu celelalte Biserici Ortodoxe surori, prin:
- trimiterea de delegații la conferințele interortodoxe de la Constantinopol (1923) și de la Muntele Athos (1930), ca și la întrunirile Mișcării Ecumenice;
- călătoriile sale în Orient, până la Locurile Sfinte (1927);
- intervenția sa la Patriarhia Ecumenică pentru ridicarea așa-numitei „Schismele bulgare" și pentru recunoașterea autocefaliei Bisericii Ortodoxe Albaneze;
- edificarea a două biserici românești la Ierusalim și la Iordan[necesită citare];
- înființarea Episcopiei Ortodoxe Române în Statele Unite și Canada (1934);
- primirea vizitelor efectuate la București de către ierarhi și reprezentanți ortodocși și neortodocși.

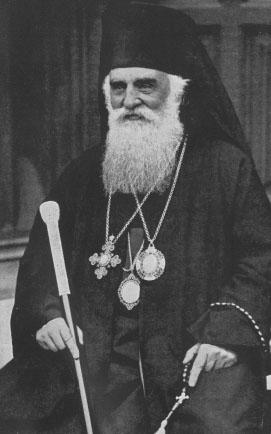
Patriarhul Miron Cristea

Importanța și prestigiului Bisericii Ortodoxe Române din acei ani au fost ilustrate de faptul că Biserica Ortodoxă Bulgară și-a luat o vreme Sfântul și Marele Mir de la Biserica Ortodoxă Română, iar patriarhul Ierusalimului a ținut să călătorească personal în România pentru a reînnoi vechile legături, uitate într-o vreme.

## Activitatea politică
Ca lider național român și militant pentru unificarea teritorială a României, patriarhul Cristea a fost numit senator, regent (20 iulie 1927 - 8 iunie 1930) și, în cel din urmă an al vieții, în împrejurări deosebit de grele, prim-ministru, între 10 februarie 1938 și 6 martie 1939, dată la care a murit. Decesul a survenit la Cannes (Franța), unde plecase pentru tratament medical. Trupul neînsuflețit al patriarhului a fost înmormântat în Catedrala Patriarhală din București.
A fost succedat în funcția de premier de Armand Călinescu și în cea de patriarh de Nicodim Munteanu .
Sub pretextul că între anii 1918 și 1924 s-ar fi infiltrat în România evrei din fostele imperii Austro-Ungaria și Rusia, guvernul precedent, prezidat de Octavian Goga, încălcând prevederile Constituției și obligațiile internaționale asumate de România, a publicat la 21 ianuarie 1938 Decretul nr. 169 privind revizuirea cetățeniei, în virtutea căruia evreii cetățeni români erau constrânși să-și dovedească cu acte dreptul la cetățenie, în conformitate cu legea din 25 februarie 1924, în termen de 20 de zile de la afișarea listelor în comune și orașe. În baza acestui decret a fost revizuită situația a 617.396 de evrei, dintre care 392.172 (63,50%) și-au păstrat cetățenia română, iar 225.222 (36,50%) și-au pierdut-o. Evreii cu cetățenia pierdută au primit certificate de identitate valabile pe un an, cu posibilitatea de prelungire și au fost considerați străini fără pașaport, supuși regimului juridic ca atare. Aceasta a fost prima dintr-o serie de legi descriminatorii, adoptate în cadrul unei politici de purificare etnică, prin care statul român își abandona cetățenii de origine evreiască, privându-i de cele mai elementare drepturi civice. Minoritatea evreiască, lăsată la bunul plac al unor funcționari publici regionali a început să se expatrieze. Un val de intelectuali și industriași români de sorginte evreiască a părăsit România, economia și cultura română fiind lezate, iar intelectuali de frunte au protestat vehement.
Guvernul Goga-Cuza s-a menținut la putere 44 de zile. Deși ar fi putut să abroge această lege, Patriarhul a fost cel care a aplicat-o, conform propriei sale viziuni antisemite, militând pentru alungarea evreilor din România.
Într-un articol al vremii, semnat de Miron Cristea, acesta scria că „a nu reacționa împotriva evreilor înseamnă a ne duce de vii la pieire”.
În anul 1938, revista Time, oferea o mostră din gândirea antisemită a patriarhului: 
„Sarcina unui creștin este să se iubească pe sine, înainte de toate, și să se asigure că nevoile sale sunt satisfăcute. Abia atunci își va putea ajuta aproapele. De ce să nu scăpăm de acești paraziți care sug sângele românilor ortodocși? Este o datorie sfântă să reacționăm împotriva lor - Patriarhul Miron Cristea”

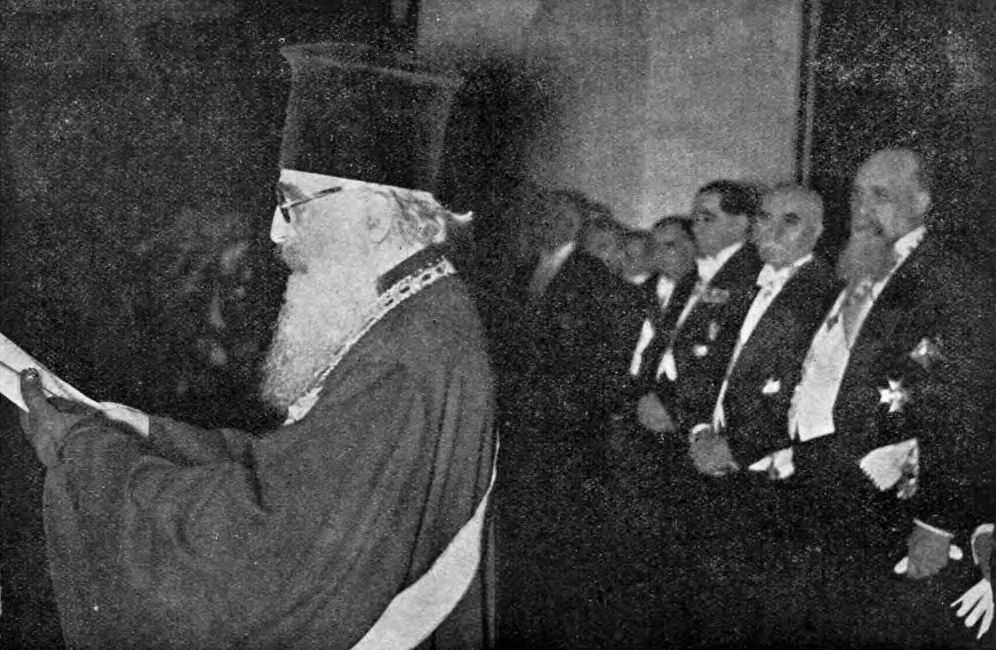
Miron Cristea ca premier

Unele surse susțin că Miron Cristea a încercat să pună capăt violențelor antievreiești din timpul guvernului Goga-Cuza.
„Patriarhul Miron Cristea nu a luat niciodată atitudine împotriva antisemitismului. Dimpotrivă, el i-a demonizat pe evrei și s-a pronunțat pentru îndepărtarea lor din România:”—Elie Wiesel; ed. Tuvia Friling, Radu Ioanid, Mihail E. Ionescu, Raport final / Comisia Internațională pentru Studierea Holocaustului în România. Iași : Polirom, 2004, p. 36
Ulterior, Patriarhul a primit o scrisoare de la Comitetul American al Drepturilor Minorităților Religioase, în care i s-a sugerat ca, de dragul ideii creștine, să-și modereze poziția. Surprinzător, Patriarhul a făcut acest lucru, proclamând o zi de rugăciune pentru "pace, armonie și fraternitate " pentru toate religiile din România, trimițându-i și o scrisoare dw prietenie rabinului-șef al României, dr. Iacob Ițhak Niemirower.
Totuși, într-o întâlnire cu Wilhelm Fabricius, ambasadorul german, Cristea a lăudat politica antisemită a Germaniei Naziste și a sugerat că o astfel de politică ar trebui dusă și în România. Ambasadorul britanic a scris că "Patriarhul nu ar discuta despre altceva în afară de problema evreiască".

## Catedrala Mântuirii Neamului

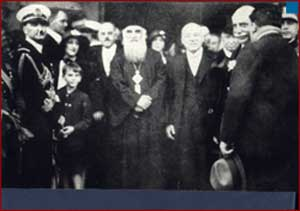
Miron Cristea

Între anii 1926 - 1929, au avut loc dispute în ziarele vremii privind locul pe care urma să fie construită viitoarea catedrală a Patriarhiei în București. Patriarhul Miron Cristea a prezidat la 19 februarie 1929 ședința de la reședința patriarhală la care a participat o comisie de experți care a analizat cele douăsprezece locuri propuse pentru amplasarea noii catedrale. În a doua ședință din 23 februarie 1929, în final, comisia a reținut trei propuneri:
- piața Bibescu Vodă, la poalele Dealului Mitropoliei și pe locul Halelor Centrale;
- terenul pe care în prezent se află Hotelul Intercontinental și clădirea Teatrului Național;
- terenul de pe Dealul Mihai Vodă, unde se afla Arsenalul Armatei, ce urma să fie mutat la marginea orașului.

Despre Dealul Mihai Vodă (Dealul Arsenalului), cei adunați dimpreună cu patriarhul au apreciat că locul era înalt și bun pentru catedrală, aflat și el în inima orașului, însă Cristea ceru trasarea de străzi și bulevarde concomitent cu asanarea împrejurimilor, ceea ce ar fi complicat proiectul și ar fi fost foarte costisitor. Ridicarea construcției pe Dealul Arsenalului sau în locul Teatrului Național ar fi presupus un amplu proces de expropriere. În consecință, a fost ales locul de la poalele Dealului Mitropoliei, în piața Bibescu Vodă.

## Protestele contra monedei comemorative a BNR
În anul 2010 Banca Națională a României a decis să bată o serie numismatică de cinci monede de argint comemorative, dedicate patriarhilor Bisericii Ortodoxe Române, una dintre ele urmând să-l înfățișeze pe patriarhul Miron Cristea. Această monedă controversată a provocat proteste, printre care: 
- Profesor dr. Radu Ioanid, director în cadrul Muzeului Holocaustului din Washington, s-a declarat „șocat” de onorarea oficială a memoriei lui Miron Cristea, figură istorică compromisă definitiv de eticheta antisemită (...)„Decizia Băncii Naționale a României de a onora memoria controversatului patriarh Miron Cristea, este ... insensibilă, insultătoare, inacceptabilă, dezonorantă”.[17].
- Reacției oficialului american i-a urmat cererea formală adresată BNR de Institutul Național pentru Studierea Holocaustului din România „Elie Wiesel”, prin care organizația solicita retragerea de pe piață a monedei de argint care-l înfățișează pe patriarhul Miron Cristea.
- Istoricul Adrian Cioflâncă, director de departament în cadrul Institutului de Investigare a Crimelor Comunismului și Memoria Exilului Românesc a declarat că în condițiile în care decizia Băncii Centrale are implicații asupra politicii memoriale a statului român, intrând „pe domeniile atât de delicate și controversate ale memoriei și istoriei regimurilor dictatoriale din România”, instituția patronată de Mugur Isărescu ar fi putut cere expertiza specialiștilor [18].

Patriarhia Română a publicat, prin intermediul agenției de știri „Basilica” (5 august 2010), un comunicat de presă care respinge aceste acuzații: „Unele dintre opiniile negative la adresa patriarhilor Miron Cristea, Justinian Marina, Iustin Moisescu și Teoctist Arăpașu au fost deja respinse de către istorici bine documentați, iar altele rămân doar simple speculații și acuzații nefondate, abordări mai degrabă ideologice, decât științifice.”